# Pterolonche albescens
Pterolonche albescens är en fjärilsart som beskrevs av Philipp Christoph Zeller 1847. Pterolonche albescens ingår i släktet Pterolonche och familjen Pterolonchidae. Inga underarter finns listade i Catalogue of Life.